# Square Fleuriot-de-Langle
Le square Fleuriot-de-Langle est une voie de Nantes, en France.

## Situation et accès
Située dans le Centre-ville de Nantes le square Fleuriot-de-Langle est pavée et fait partie d'une zone piétonne. Il se trouve entre les rues La Pérouse et Du Couëdic, mais s'étendait à l'allée Brancas jusqu'en 1987.

## Origine du nom
Son nom rend hommage à Paul Fleuriot de Langle, officier de la marine royale qui embarque comme commandant en second lors de l'expédition de Lapérouse (1785-1787).

## Historique
Il fut aménagé à la suite de la démolition en 1972 de l'ancien hôtel des Postes dont l'entrée donnait le quai Brancas (actuelle allée Brancas), bâtiment édifiée entre 1880 et 1884 par l'architecte Demoget, pour remplacer celui qui était installé rue du Chapeau-Rouge. Le bâtiment qui avait survécu aux bombardements de 1943, servi de base à la résistance nantaise durant l'occupation allemande,.
Outre cet édifice, le site fut occupé par de nombreuses constructions comme la « tour du Connétable » et le fossé la bordant, qui formaient des éléments de l'enceinte médiévale de Nantes. À son emplacement, une petite place est y aménagée lors des travaux entrepris par Jean-Baptiste Ceineray au XVIIIe siècle.
En 1786, une halle aux blés y est édifiée sous la conduite de Mathurin Crucy, dont le premier étage est occupé, entre 1807 et 1881, par la bibliothèque municipale,.
À la suite de la démolition de l'hôtel des Postes au début des années 1970, l'espace est aménagé sous la forme d'une placette arborée, pavée et dotée d'un bassin sur une bonne partie de sa superficie. Elle mesure alors environ 30 mètres de large sur 60 mètres de long. Celle-ci est agrémentée d'une fontaine, œuvre de Yann Kersalé, constituée de deux piliers en béton.
Elle prend son nom actuel en 1974. Ce nom était auparavant attribué à une rue, disparue après la démolition de l'hôtel des postes. Sur certains plans, elle est orthographiée : « square Fleuriot-de-L'Angle »..
En 1987, le conseil municipal décide l'aménagement d'espaces piétonniers autour du square.
En août 2017 débutent les travaux de construction d'un nouveau bâtiment d'une superficie de 1 132 m2 au sol, en lieu et place du bassin, proposant trois niveaux de commerces occupés par une enseigne unique, ainsi que par quelques logements. Le square est réduit à une placette urbaine située sur le côté nord de l'immeuble sur laquelle les magnolias existants ont été préservés, et qui accueillera une terrasse de café. Cette construction a été livrée à l'été 2019. Les 1 200 m2 de surfaces commerciales sont occupés par un magasin de prêt à porter à l'enseigne Uniqlo.

### Sources
- Cet article est partiellement ou en totalité issu de l'article intitulé « Allée Brancas » (voir la liste des auteurs).